# Radovan Radović
Radovan Radović, en serbio: Рaдовaн Рaдовић, (Kučevo, RFS Yugoslavia, 19 de enero de 1936-Belgrado, 25 de agosto de 2022) fue un jugador de baloncesto serbio. Consiguió una medalla de plata en el Eurobasket de Yugoslavia del año 1961 con la Selección de Yugoslavia.